# 7356 Casagrande
7356 Casagrande eller 1995 SK5 är en asteroid i huvudbältet som upptäcktes den 27 september 1995 av Santa Lucia Stroncone-observatoriet i Stroncone. Den är uppkallad efter kompositören Alessandro Casagrande.
Asteroiden har en diameter på ungefär 4 kilometer och den tillhör asteroidgruppen Eunomia.